# 이먼 엘리엇

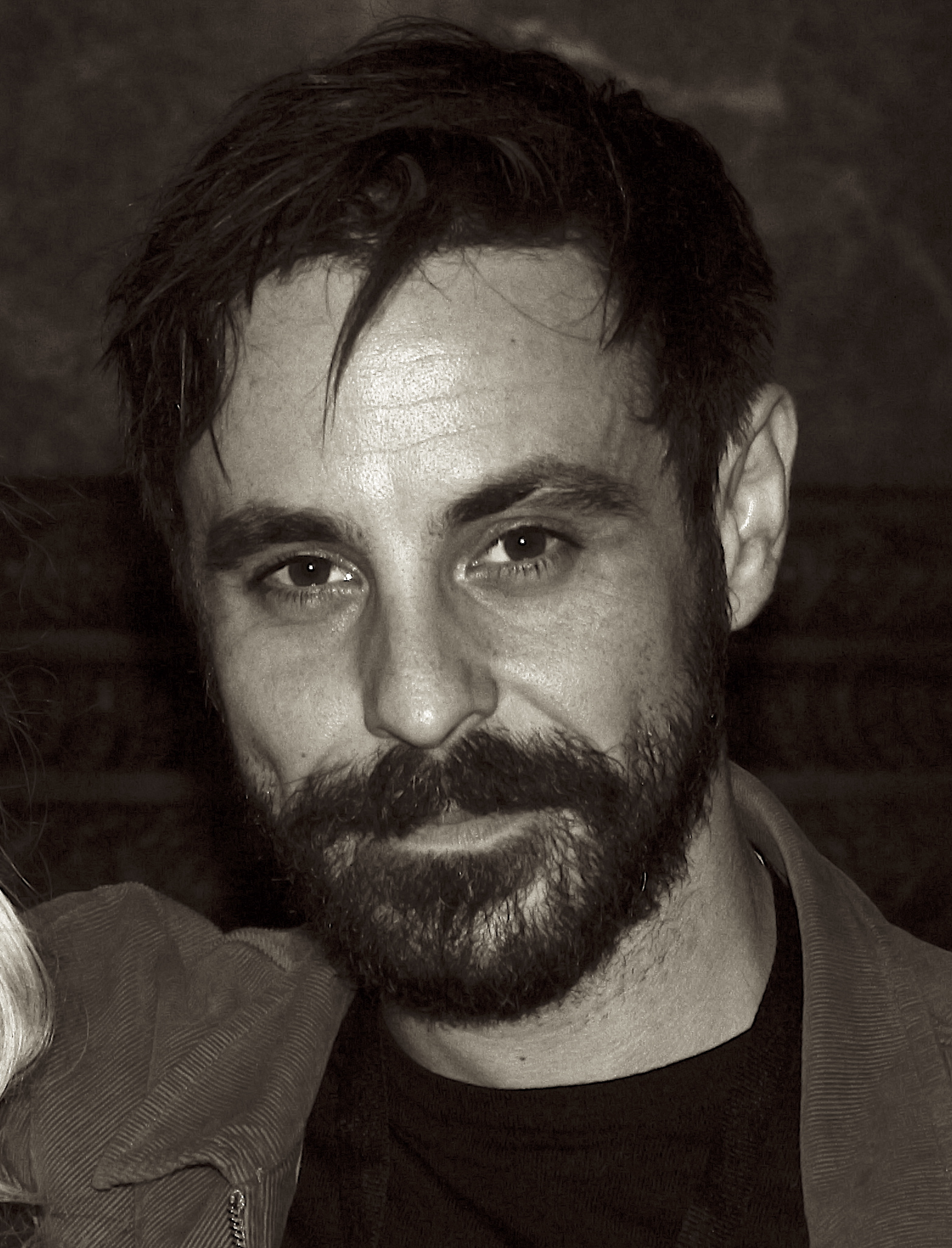

이먼 엘리엇(영어: Emun Elliott, 1983년 11월 28일 ~ )은 영국 스코틀랜드의 배우이다.
에든버러에서 태어났다. 본명은 이먼 모하마디(Emun Mohammadi)로, 아버지는 이란 출신이다.

## 출연 작품

### 영화
- 블랙 데스 (2010)
- 프로메테우스 (2012)
- 필스 (2013)
- The Ring Cycle (2013) - 단편
- 엑소더스: 신들과 왕들 (2014)
- 스타워즈: 깨어난 포스 (2015)
- 대테러 님로드 작전 (2017)
- 올드 (2021) - 성인 트렌트 역
- 킹스맨: 퍼스트 에이전트 (2021)

### 텔레비전
- 패러독스 (2009, Paradox)
- 립서비스 (2010)
- 베라 (2011)
- 왕좌의 게임 (2011)
- 라비린스: 미궁 (2012, Labyrinth)
- 더 파라다이스 (2012-13)
- 리그 (2022)